# Bressanvido
Bressanvido é uma comuna italiana da região do Vêneto, província de Vicenza, com cerca de 2.859 habitantes. Estende-se por uma área de 8 km², tendo uma densidade populacional de 357 hab/km². Faz fronteira com Bolzano Vicentino, Pozzoleone, San Pietro in Gu (PD), Sandrigo.

## Demografia
| Variação demográfica do município entre 1861 e 2011                               |
|                                                                                   |
| Fonte: Istituto Nazionale di Statistica (ISTAT) - Elaboração gráfica da Wikipedia |